# Ernst Michel
Pour les articles homonymes, voir Ernest Michel et Michel.
Ernst Michel (né le 8 avril 1889 à Klein-Welzheim, mort le 28 février 1964 à Francfort-sur-le-Main) est un journaliste, philosophe et psychothérapeute allemand.

## Biographie
Ernst Michel est élève du gymnasium de Bensheim jusqu'en 1908 et étudie l'allemand, l'histoire et la géographie culturelle à Heidelberg et Munich. Il obtient son doctorat en 1914 à Heidelberg sous la direction d'Alfred Hettner sur Les vues anthropogéographiques de Montesquieu.
Il travaille brièvement comme éditeur et écrivain scientifique aux maisons d'édition Diederichs (Iéna) et Teubner (Leipzig) avant de participer à la Première Guerre mondiale dans les Vosges et en Galice de 1915 à 1918. Après la fin de la guerre et des projets et publications de réforme éducative, Michel devient maître de conférences et directeur de l'Académie du travail (de) de Francfort en 1921. En 1931, il est nommé professeur honoraire de gestion sociale et de politique sociale à l'université de Francfort.
Michel, qui appartient à la Fédération d'Hohenrodt (de), est un auteur important du journal catholique socialiste Rhein-Mainische Volkszeitung (de). Dans ce rôle, il se dispute à plusieurs reprises avec le clergé catholique, qui l'accuse de modernisme. Le livre de Michel, Politik aus dem Glauben (1926), dans lequel il critique entre autres la politique du Concordat d'Eugenio Pacelli, est mis à l’Index librorum prohibitorum le 30 octobre 1929.
En mars 1933, l'Académie du Travail est fermée par les nazis. Ernst Michel, devenu son directeur, n'est plus autorisé à enseigner en raison de l'article 4 de la loi sur la restauration de la fonction publique. Pendant plusieurs années, il écrit comme auteur indépendant pour le Frankfurter Zeitung et publié des articles dans le mensuel catholique Hochland (de) dans lesquels il s'oppose à l'ensemble des idées raciales nazies. En 1938, ses écrits sont interdits.
Michel se forme à la psychothérapie et à la psychologie sociale à Berlin de 1938 à 1940 puis dirige un cabinet privé à Francfort.
En 1946, Michel peut à nouveau enseigner la sociologie industrielle et la psychologie industrielle en tant que professeur honoraire à Francfort. Il est également écrivain universitaire sur des sujets sociopolitiques, socio-historiques et religieux. Son livre Ehe. Eine Anthropologie der Geschlechtsgemeinschaft, publié en 1948, est à nouveau mis à l’Index librorum prohibitorum le 3 décembre 1952, car il rejette la conception de la loi naturelle du patriarcat et établit la crise de l'autorité paternelle et fait de la sexualité une valeur positive.